# 超級機器人大戰EX
《超級機器人大戰EX》（下稱「EX」）是萬普發售的回合制戰略角色扮演游戏。

## 概要
以SD比例表現的機器人跨界作品「超級機器人大戰系列」的第4作。《第2次超級機器人大戰》（下稱「第2次」）開始的DC戰爭系列的第2作，也是《第3次超級機器人大戰》（下稱「第3次」）的續編。本作在DC戰爭系列中相當於外傳，銷售目標也轉為年青人。因此一直只是以客軍身分參戰的原創作品《魔裝機神賽巴斯塔》今作成為主人公，而既存的版權機器人作品則成為客軍參戰。今作的舞台是地底世界拉·基亞斯（ラ・ギアス），沒有地上世界和宇宙空間的戰鬥版面。本作故事背景、角色設定等，後來被整合成為另一遊戲魔裝機神。
超級機器人大戰系列首次可供玩家選擇、圍繞三位主角而開展、三條獨立但互相影響的故事線。全部皆為《魔裝機神賽巴斯塔》的登場人物。分別為正樹（マサキ，《魔裝機神賽巴斯塔》的主角）之章共27話、琉妮（リューネ，同作的女主角）之章共24話，以及愁（シュウ，正樹的宿敵）之章共16話，全話合計67話（連同沒有戰鬥的話數）。每章都會顯示難易度，難易度順序是正樹→琉璃→愁。而且隨著劇情推展，會影響各路線可選用角色。例如正樹篇與琉妮篇，故事至中段時可選用聖戰士登霸的戰艦「戈倫號」與「轟格號」其中一艘，選用後另一主角便只能使用餘下一艘戰艦。

### 移植版
1999年，《EX》和《第2次》、《第3次》一併移植成《超級機器人大戰Complete Box》。系統根據當時最新的《超級機器人大戰F》、遊戲平衡度也被調整。另外3部作品及後也有在1999年和2000年分開發售。2011年1月26日，在PlayStation Store的Game Archives提供付費下載。

## 參戰作品
★為系列初參戰作品。

### 一覽
- ★戰國魔神豪將軍（戦国魔神ゴーショーグン）
- 機動戰士高達（機動戦士ガンダム）
- 機動戰士高達0080：口袋中的戰爭（機動戦士ガンダム ポケットの中の戦争）
- 機動戰士高達0083：星塵的回憶（機動戦士ガンダム STARDUST MEMORY）
- 機動戰士Ζ GUNDAM（機動戦士Ζガンダム）
- 機動戰士高達ZZ（機動戦士ガンダムΖΖ）
- 機動戰士高達 馬沙之反擊（機動戦士ガンダム 逆襲のシャア）
- 機動戰士GUNDAM F91（機動戦士ガンダムF91）
- ★聖戰士登霸（聖戦士ダンバイン）
- 鐵甲萬能俠（マジンガーZ）
- 鐵甲萬能俠2號（グレートマジンガー）
- 金剛戰神（UFOロボ グレンダイザー）
- 三一萬能俠（ゲッターロボ）
- 三一萬能俠G（ゲッターロボG）

### 解說
《戰國魔神豪將軍》和《聖戰士登霸》2部作品為初参戦。《聖戰士登霸》本來打算在《第2次》登場，但因為諸般事情導致無法參戰，直至本作才正式參戰，由於靈光戰士防禦力極高，極受玩家青徠，除了使未曾看過該作動畫的中港台玩家首次認識它，更讓該作重新受動漫迷關注，其後更重新推出HG、MG模型。
《戰國魔神豪將軍》由於故事初期不從屬任何主角，因此會在正樹篇、琉妮篇來來往往出場，直至中後盤才加入我方，導致他們的可使用時間頗短。這種安排惹來玩家的不滿，結果《戰國魔神豪將軍》在下一作《第4次超級機器人大戰》（以後「第4次」）中於序盤便加入我方。
本作在故事的關係上，DC戰爭系列以至機器人大戰的常客、《機動戰士高達》的罕有地未有登場。另外，《機動戰士高達0080：口袋中的戰爭》則只有角色登場。

### 封面登場機体
- 三一飛龍（三一萬能俠G）
- 豪將軍（戰國魔神豪將軍）
- 賽巴斯塔（魔装機神賽巴斯塔）
- （聖戰士登霸）
- ν高達（機動戰士高達 馬沙之反擊）

## 劇情
- 聖戰士登霸

EX的「地上人召喚事件」，將地上人召喚至地下的拉·基亞斯，正是改編自本作的同名事件。事實上魔裝機神的世界觀原本就大量取材自聖戰士登霸。

## STAFF
製作人
じっぱひとからげ
監督・劇本・導演
阪田雅彦
音樂
細井一司、田中伸一、山根昇
原創人物設計
阪田雅彦、坂木和史
原創機體設計
福地仁、守谷淳一、レイアップ

## 廣告

### TVCM
3D圖像的機器人在拉·基亞斯為背景下登場。旁白是《機動戰士Ζ GUNDAM》中聲演科瓦特罗·巴吉纳的池田秀一。

## 關連商品

### 攻略本
スーパーロボット大戦EX 完全攻略ガイド
1994年4月5日初版、メディアワークス、電撃攻略王、ISBN 9784073010906
SFC版《超級機器人大戰EX》的攻略本。
スーパーロボット大戦EX 必勝攻略法
双葉社、スーパーファミコン完璧攻略シリーズ、ISBN 9784575283259
SFC版《超級機器人大戰EX》的攻略本。收錄了角色的設定資料。
スーパーファミコン必勝法スペシャル スーパーロボット大戦EX
勁文社、ケイブンシャの大百科別冊。
SFC版《超級機器人大戰EX》的攻略本。收錄了世界觀以及角色的設定資料。
覇王ゲームスペシャル スーパーロボット大戦EX
1994年4月15日初版、講談社、ISBN 9784063292077
SFC版《超級機器人大戰EX》的攻略本。
スーパーロボット大戦EX 熱血・幸運・必中ガイド
1994年5月10日初版、アスペクト、ISBN 4893661957
SFC版《超級機器人大戰EX》的攻略本。收錄了敵方機體的武器資料和世界觀等設定資料，以及製作人員的訪問。
スーパーロボット大戦EX スーパーガイド
1994年4月18日初版、ソフトバンク、Theスーパーファミコン、ISBN 4890525114
SFC版《超級機器人大戰EX》的攻略本。

## 外部連結
- PS版超級機器人大戰EX 介紹網頁
- PS官方網頁 超級機器人大戰EX（通常版） 介紹網頁 （页面存档备份，存于）
- PS官方網頁 超級機器人大戰EX（Game Archives版） 介紹網頁 （页面存档备份，存于）